# Golf von Paria

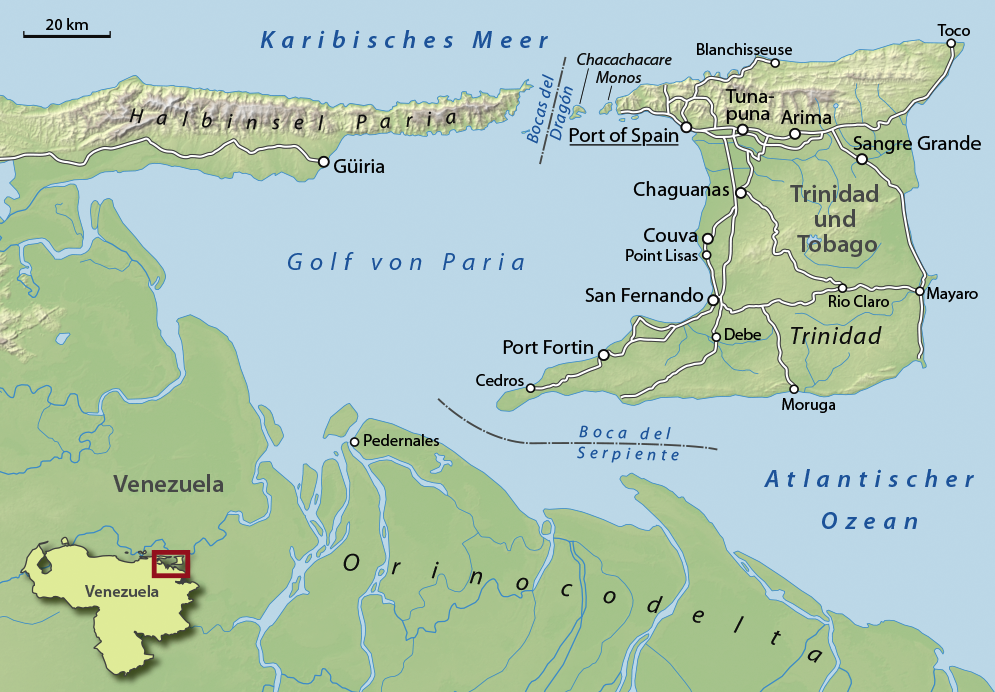
Golf von Paria

Der Golf von Paria ist als Binnenmeer ein Teil des Karibischen Meeres.

## Geographie
Als Golf von Paria wird ein 7800 km² großes, maximal 30 Meter tiefes Teilstück des Karibischen Meeres bezeichnet, das zwischen dem südlichsten Karibikstaat Trinidad und Tobago und der venezolanischen Ostküste verläuft. Das Gewässer grenzt sich im Norden durch die Meerenge Bocas del Dragón zum Karibischen Meer hin und im Südosten durch die Meerenge Boca del Serpiente zum Atlantischen Ozean hin ab. Bedingt durch den Zufluss von Süßwasser durch das Orinoco-Delta und die schmalen Abflüsse durch zwei Meerengen hat der Golf von Paria einen geringen Salzgehalt – bei einer Salinität von 0,23 % muss de facto von Brackwasser gesprochen werden. Zum Vergleich: Offene Ozeane haben ca. 3,5 % Salinität. Im Gegensatz zur restlichen Karibik ist das Wasser des Golfs nicht klar, sondern durch eingeschwemmte Sedimente des Orinoco eher bräunlich gefärbt.

## Geschichte
Die Region wurde aus europäischer Perspektive erstmals von Christoph Kolumbus während seiner dritten Entdeckungsreise bereist. Er benannte sie Golfe de la Ballena, Walgolf, da es dort zu jener Zeit noch zahlreiche Wale gab.

### Nutzung

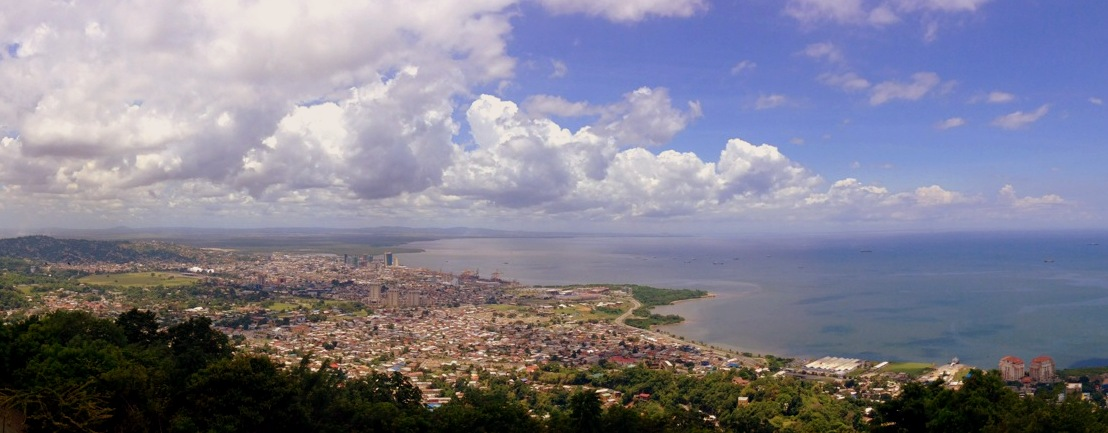
Sicht von Port of Spain aus

Zu Beginn des 19. Jahrhunderts entwickelte sich rund um den Golf eine blühende Walfangindustrie. Bis Ende des Jahrhunderts wurden die Bestände komplett ausgerottet. Im Norden Trinidads, z. B. auf Chacachacare, ist die damalige Infrastruktur in Form von Ruinen erhalten geblieben. Auch heute wird der Golf noch intensiv befischt; wichtige Fischereihäfen sind Port of Spain und Point Lisas auf Trinidad sowie Pedernales in Venezuela. Seit der Entdeckung des Soldado-Ölfeldes vor Point Fortin 1954 wird im Golf von Paria intensiv nach Öl und Erdgas gebohrt. Zentren der Ölverarbeitung sind Point Lisas und Point Fortin.
Der Golf von Paria liegt südlich des Hurrikangürtels und wird zusätzlich fast komplett durch die Insel Trinidad und die Halbinsel Paria von Atlantik und Karibischem Meer abgeschirmt. In der Folge gibt der Golf einen guten Ankerplatz ab, so dass während der Hurrikansaison insbesondere vor Trinidad unzählige Jachten vor Anker liegen.

## Flora und Fauna
An den Küstenlinien wachsen zahlreiche Mangrovenwälder, die einen wichtigen Lebensraum für zahlreiche Tiere, insbesondere Jungfische, darstellen. Im Norden des Golfs leben zahlreiche Delphine.